# Rudolf Joseph Jakob Weiß

Rudolf Weiss (1820/23-1903). Photographie von A. Walther, Berlin. um 1874

Rudolf Joseph Jakob Weiß (* widersprüchliche Angaben: 8. April 1820 oder 8. Januar 1823 in Landau in der Pfalz; † 24. Februar 1903 in Passau) war Pfarrer und Mitglied des Deutschen Reichstags.
Weiß war Distriktsschulinspektor in Wallerstein und Domdekan in Passau. Er gehörte 1874 bis 1877 für den Wahlkreis Schwaben 3 (Dillingen an der Donau, Günzburg) für das Zentrum dem Deutschen Reichstag an, von 1890 bis 1893 für den Wahlkreis Niederbayern 3 (Passau). Von 1869 bis 1875 war er auch Mitglied der Bayerischen Kammer der Abgeordneten für den Wahlkreis Donauwörth.